# Шербрук, Джон Коуп
Сэр Джон Коуп Шербрук (англ. John Coape Sherbrooke; дата рождения неизвестна, крещён 29 апреля 1764 — 14 февраля 1830) — британский военачальник и колониальный администратор. Служил в британской армии на территории колонии Новая Шотландия, а также в Нидерландах, Индии, Средиземноморье (Сицилия, Испания). В 1811 году назначен лейтенант-губернатором колонии Новая Шотландия.
Его активные действия по защите колонии от американских посягательств во время англо-американской войны 1812 года привели к его назначению на должность генерал-губернатора Британской Северной Америки (ныне Канада) в 1816 году. Ему удалось урегулировать споры между англоязычным и франкоязычным населением, за что он завоевал доверие Луи-Жозефа Папино.
Из-за болезни вынужден был уйти в отставку всего через 2 года после назначения, после чего переехал в Ноттингемшир в Англии. Его правление запомнилось как затишье перед бурей — восстаниями 1837 года в Верхней и Нижней Канаде.
В честь него назван город Шербрук в Квебеке и улицы в нескольких городах.